# Damernas 1 000 meter i hastighetsåkning på skridskor vid olympiska vinterspelen 1960
Damernas 1 000 meter i hastighetsåkning på skridskor vid olympiska vinterspelen 1960. Detta var första gången skridskotävlingarna för damer stod på det olympiska programmet. Tävlingen hölls på Squaw Valley Olympic Skating Rink och på konstis. Tävlingen blev avgjord på måndag 22 februari 1960. 
Tjugotvå skridskoåkare från tio nationer deltog.

## Medaljörer
| Guld                       | Silver                             | Brons                       |
| Klara Guseva Sovjetunionen | Helga Haase Tysklands förenade lag | Tamara Rylova Sovjetunionen |

## Rekord
Dessa rekord (i minuter) gällde inför tävlingen.
| Världsrekord     | 1.33,4 (*)           | Tamara Rylova | Medeo, Sovjetunionen | 12 januari 1955 |
| Olympiskt rekord | Inga tidigare rekord |               |                      |                 |

(*) Rekorden blev noterade på höghöjdsbana (på mer än 1 000 meter över havet) och på naturis.
Klara Guseva satta den första olympiska rekord med 1:34,1 minuter.

## Resultat
| Placering | Skridskoåkare              | Tid       |
| --------- | -------------------------- | --------- |
| 1         | Klara Guseva (URS)         | 1:34,1 OR |
| 2         | Helga Haase (EUA)          | 1:34,3    |
| 3         | Tamara Rylova (URS)        | 1:34,8    |
| 4         | Lidija Skoblikova (URS)    | 1:35,3    |
| 5         | Helena Pilejczyk (POL)     | 1:35,8    |
| 5         | Hatsue Takamizawa (JPN)    | 1:35,8    |
| 7         | Fumie Hama (JPN)           | 1:36,1    |
| 8         | Jeanne Ashworth (USA)      | 1:36,5    |
| 9         | Eevi Huttunen (FIN)        | 1:37,2    |
| 10        | Iris Sihvonen (FIN)        | 1:37,3    |
| 11        | Christina Scherling (SWE)  | 1:37,5    |
| 12        | Elsa Einarsson (SWE)       | 1:38,0    |
| 13        | Doreen Ryan (CAN)          | 1:38,1    |
| 14        | Françoise Lucas (FRA)      | 1:38,4    |
| 15        | Jeanne Omelenchuk (USA)    | 1:39,8    |
| 16        | Yoshiko Takano (JPN)       | 1:39,9    |
| 17        | Natascha Liebknecht (EUA)  | 1:43,5    |
| 18        | Sigrit Behrenz (EUA)       | 1:43,8    |
| 19        | Margaret Robb (CAN)        | 1:45,9    |
| 20        | Han Hye-Ja (KOR)           | 1:48,8    |
| -         | Kim Gyeong-Hoe (KOR)       | DNF       |
| -         | - Elwira Seroczyńska (POL) | DNF       |